# Stretto Kostin Šar
Lo stretto Kostin Šar (in russo Костин Шар?) si trova nella parte sud-occidentale dell'isola Južnyj, nell'arcipelago della Novaja Zemlja. Amministrativamente appartiene all'oblast' di Arcangelo (Russia).

## Descrizione
Lo stretto, parte del Mare di Barents, separa l'isola Meždušarskij dalle peninsole Gusinaja Zemlja e Mednyj. La sua lunghezza è di circa 100 km, la larghezza da 3,5 a 16 km, la profondità raggiunge i 48 m. Le rive sono alte, in parte ripide. Lungo la costa ci sono i promontori: Južnyj Gusinyj Nos, Lil'e, Bašmačnyj Nos e Čërnyj (sull'isola Južnyj); Šadrovskij, Kljuv, Krestovyj e Kostin Nos (sull'isola Meždušarskij). Molte sono le baie: Beluš'ja, Rogačëvo, Tajnaja, Propaščaja, Nerpy e Bašmačnaja. Numerose le piccole isole.
Sul lato nord dello stretto si trova l'insediamento di Beluš'ja Guba, centro amministrativo di tutto l'arcipelago.